# Generał pułkownik wojsk pancernych
Generał pułkownik wojsk pancernych (ros. генерал-полковник танковых войск) – stopień wojskowy w korpusie wyższych oficerów wojsk pancernych w Siłach Zbrojnych ZSRR w latach 1940–1984; niższy stopień to generał porucznik wojsk pancernych, kolejny wyższy to marszałek wojsk pancernych.